# Uniwersytet Loránda Eötvösa
Uniwersytet Loránda Eötvösa, Uniwersytet Budapeszteński, skrótowiec ELTE (od węg. Eötvös Loránd Tudományegyetem) – węgierska uczelnia publiczna z siedzibą w Budapeszcie.
Według QS World University Rankings (2010) jest jednym z najlepszych uniwersytetów na Węgrzech (znajduje się w czwartej setce najlepszych uczelni na świecie), obok Uniwersytetu Segedyńskiego.

## Historia

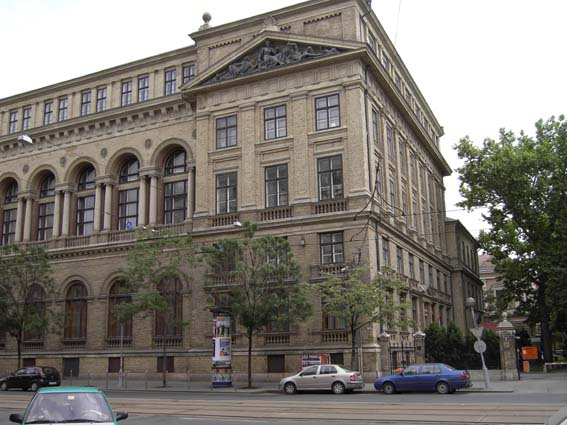
Budynek Wydziału Nauk Humanistycznych Uniwersytetu Loranda Eötvösa

Początki uczelni sięgają 1635 roku, kiedy w Nagyszombat (dziś na terenie Słowacji) kardynał Péter Pázmány założył pierwszy węgierski uniwersytet (Universitas Tyrnaviensis). Pierwotnie składał się on z dwóch wydziałów: teologicznego i filozoficznego. W 1667 powstał Wydział Prawa, a w 1769 Wydział Medycyny. Po reformach edukacyjnych przeprowadzonych przez Marię Teresę uniwersytet został przeniesiony w 1777 do Budy, a 1784 do Pesztu.
Od 1921 uczelnia funkcjonowała pod nazwą Uniwersytet Pétera Pázmánya. W 1950 uczelnię zreorganizowano: dotychczasowy Wydział Teologii został odłączony i przyjął nazwę Katolicki Uniwersytet Pétera Pázmánya, zaś pozostałej części nadano imię fizyka Loránda Eötvösa. Wydział Medycyny usamodzielnił się wówczas jako Uniwersytet Medyczny Semmelweisa w Budapeszcie.

## Laureaci Nagrody Nobla
- Georg von Békésy – w 1926 uzyskał stopień doktora na ELTE,
- John Harsanyi – studiował i uzyskał stopień doktora na ELTE,
- Albert Szent-Györgyi – był wykładowcą ELTE w latach 1945–1947,
- György von Hevesy – studiował, a następnie wykładał na ELTE.

## Laureaci Nagrody Abela
- László Lovász – studiował, uzyskał stopień doktora i wykładał na ELTE,
- Endre Szemerédi – studiował na ELTE.